# Uroleucon maximilianicola
Uroleucon maximilianicola är en insektsart som beskrevs av Robinson 1985. Uroleucon maximilianicola ingår i släktet Uroleucon och familjen långrörsbladlöss. Inga underarter finns listade i Catalogue of Life.